# Sundhedskort
Sundhedskort, sygesikringskort eller sygesikringsbevis er betegnelsen for det gule kort, der sikrer borgere i Danmark sygesikring. Efter strukturreformen 1. januar 2007 skiftede sygesikringskortet navn til sundhedskort, men fungerer ellers på samme måde som det forhenværende. Den eneste forskel er, at mens logoet øverst på det forhenværende sygesikringskort tidligere viste det udstedende amts logo, viser det nu i stedet den udstedende regions logo. Årsagen til dette er, at det efter strukturreformen er regionerne, der administrerer kortet i stedet for de nu nedlagte amter.
Regionerne har ikke sendt det nye sundhedskort ud til borgere, med mindre de har haft behov for et nye sundhedskort, eksempelvis i forbindelse med flytning eller navneforandring.
Siden 2014 har borgerne på anmodning kunnet få udstedt det blå sygesikringskort, der sikrer sygehjælp og lægebehandling inden for EU-landene samt Island, Liechtenstein, Norge, Schweiz og Storbritannien. Det blå sygesikringskort giver ret til at modtage behandling på lige fod med landenes egne borgere. Det gule sundhedskort kan ikke længere bruges i EU, men en særlig nordisk aftale gør at det gælder i både Norge, Sverige, Finland og Island. Det blå sygesikringskort er gyldigt i 5 år efter udstedelse, hvorimod det gule sundhedskort ikke har nogen udløbsdato.
Regeringens finanslovsforslag for 2012 fra den 3. november 2011 lægger op til at det gule sygesikringsbevis ikke længere kan bruges på udlandsrejser, og de nye krav om blåt sygesikringskort træder i kraft fra 1. august 2014..